# Sân bay Bacolod–Silay
Sân bay Bacolod – Silay (Hiligaynon: Hulugpaan hát Bacolod – Silay; Cebuano: Tugpahanan sa Bacolod – Silay; Philippines: Palolaran Bacolod-Silay) (IATA: BCD, ICAO: RPVB) là sân bay chính phục vụ khu vực chung của tàu điện ngầm Bacolod, tại khu vực đảo Negros của Philippines.
Sân bay này nằm cách Bacolod 15 km về phía đông bắc trên một khu đất rộng 181 ha ở Barangay Bagtic, Silay, Negros Occidental. Cơ sở này kế thừa mã sân bay IATA và mã sân bay ICAO từ Sân bay Nội địa Bacolod, được thay thế vào năm 2008. Có khả năng vận chuyển hàng không quốc tế, sân bay bận rộn hơn của hai sân bay lớn phục vụ Đảo Negros, sân bay kia là Sân bay Dumaguete ở Sibulan., Negros Oriental.
Sân bay Bacolod – Silay được Cơ quan Hàng không Dân dụng Philippines chỉ định là Sân bay Nội địa Cấp 1, một bộ phận của Sở Giao thông vận tải chịu trách nhiệm cho các hoạt động của không chỉ sân bay này mà còn của tất cả các sân bay khác sân bay công cộng ở Philippines trừ các sân bay quốc tế lớn.
Sân bay có một đường cất hạ cánh dài 2000 m.